# Aphis thaspii
Aphis thaspii är en insektsart som beskrevs av Oestlund 1887. Aphis thaspii ingår i släktet Aphis och familjen långrörsbladlöss. Inga underarter finns listade i Catalogue of Life.